# Тракт Медынь — Гжатск
Тракт Медынь-Гжатск  — большая наезженная дорога (большак), торговый путь, известный по описаниям XVIII, XIX веков, соединяющий города и сёла Подмосковья.

## История
В XIX веке тракт проходил в пределах Медынского уезда Калужской губернии, Юхновского уезда и Гжатского уезда Смоленской губернии. В пределах Медынского уезда её протяжённость составляла 46,5 вёрст(51 км). 
От Медыни дорога шла вдоль речки Медынки по открытой местности, через деревни Дошино, Шумово, Гусево и село Гиреево. В Дошино тракт пересекала река Медынка, в Шумово — Быстрянка, в Гусево — Киевка. В этих селениях были устроены мосты на сваях. У села Гиреево через реку Шаня была оборудована переправа на плоту в одно бревно, на канате. Плот вмещал не более двух крестьянских повозок, летом Шаня мелела и её можно было перейти вброд.  Переправа в районе села Гиреево отличалась крутыми спусками, особенно летом, когда спадала вода и во время дождей, когда глинистые берега становились скользкими. 
Далее тракт устремлялся к селу Шанский завод. От него дорога шла по отлогим скатам высокого и открытого берега реки Шаня. Тракт проходил через деревню Водопьяново, село Спас-Кузовы, деревни Юсово, Терехово, Юрманово и Родионово. В деревне Юрманово тракт вновь пересекался рекой Шаня.
В деревне Родионово дорога отходила от Шани и следовала через деревни Орлица и Орлово к смоленской границе, за которой тракт сливался с Юхново-Гжатской дорогой. В деревне Орлово тракт пересекался рекой Иловкой, а вблизи границы Смоленской губернии  — речкой Истьей. 
Проезжая часть была большей частью грунтовой, глинистой, поэтому в дожди — практически непроходимой. Дорога активно использовалась преимущественно зимой.
10 сентября (29 августа) 1812 года отряд под командой подполковника Ахтырского гусарского полка Давыдова шёл просёлочными дорогами через деревни у тракта — Гусево, Кузово, Азарова в деревню Горки, расположенную на северо-западе Медынского уезда, на границе с Гжатским уездом.
В XX веке часть тракта становится шоссе, которое точно повторяет контуры старой дороги на отрезке Медынь—Шанский завод и значительно отклоняется после. 
| Тракт Медынь — Гжатск |

## Статьи и публикации
- Бессонов В. А, Попов А. И. Действия казачьих отрядов Быхалова и Тимирова в 1812 г // Материалы XI Всероссийской научной конференции (Бородино, 8-10 сентября 2003 г.) : Научная монография. — Можайск: Маленький город, 2004. — С. 27-55.

## Медиафайлы
- Терехово-Медынь (часть бывшего Гжатского тракта)